# Kloster Liebfrauenberg
Das Kloster Liebfrauenberg ist ein ehemaliges Kloster in Bad Bergzabern. Das Bauwerk steht teilweise unter Denkmalschutz.

## Lage
Die Anlage befindet sich im Norden der Gemarkung der Stadt Bad Bergzabern nordwestlich von deren Siedlungsgebiet. Sie liegt in einer Höhe von 300 Metern umgeben von Wald und Wiesen und etwa 120 Meter höher als der Ortskern. Einen halben Kilometer östlich steht am Waldrand das Weingut Villa Pistoria. Dort schließt sich das Naturschutzgebiet Haardtrand – Steinbühl an. Nördlich des Klosters liegt sich der 315 Meter hohe Eulenkopf, der bereits zur Gemarkung der benachbarten Ortsgemeinde Pleisweiler-Oberhofen gehört. Die in der Nähe befindliche Weinbau-Großlage des Weinbaugebiets Pfalz trägt wegen der Nachbarschaft die Bezeichnung „Kloster Liebfrauenberg“.
Von Osten her führt der Liebfrauenbergweg von der Kernstadt Bad Bergzaberns zum Anwesen des früheren Klosters. Von Westen her trifft die von der Bundesstraße 427 abzweigende Kreisstraße 29 auf das Anwesen.

## Geschichte
Bis 1899 bestand am Platze ein Hofgut mit dem Namen „Frauenbergerhof“. Als die Klostergebäude errichtet wurden, erhielt die Anlage die Bezeichnung „Liebfrauenberg“. Durch die Gemeinschaft der Schwestern und Brüder vom heiligen Paulus wurden Senioren und Geisteskranke betreut. In den 2000er Jahren wurde das Kloster, das zwischenzeitlich an Bedeutung eingebüßt hatte, aufgelöst. Das Anwesen wurde an einen privaten Investor verkauft und als Ganzes einer Renovierung unterzogen. Inzwischen ist mit dem St. Paulus-Stift ein Altenheim im früheren Klostergebäude und in einem Neubau untergebracht.
Im landwirtschaftlichen Teil der Anlage wird ein Reiterhof mit Pferdezucht betrieben. 2018 wurde beschlossen, neben Mehrgenerationenwohnen und betreutem Wohnen in den ehemaligen Klostergebäuden die Umgebung durch eine Mehrzweckhalle, einen Platz für Wohnmobile, Baumhäuser zum Übernachten sowie einen Kletterpark und Weiterem touristisch aufzuwerten.

## Beschreibung

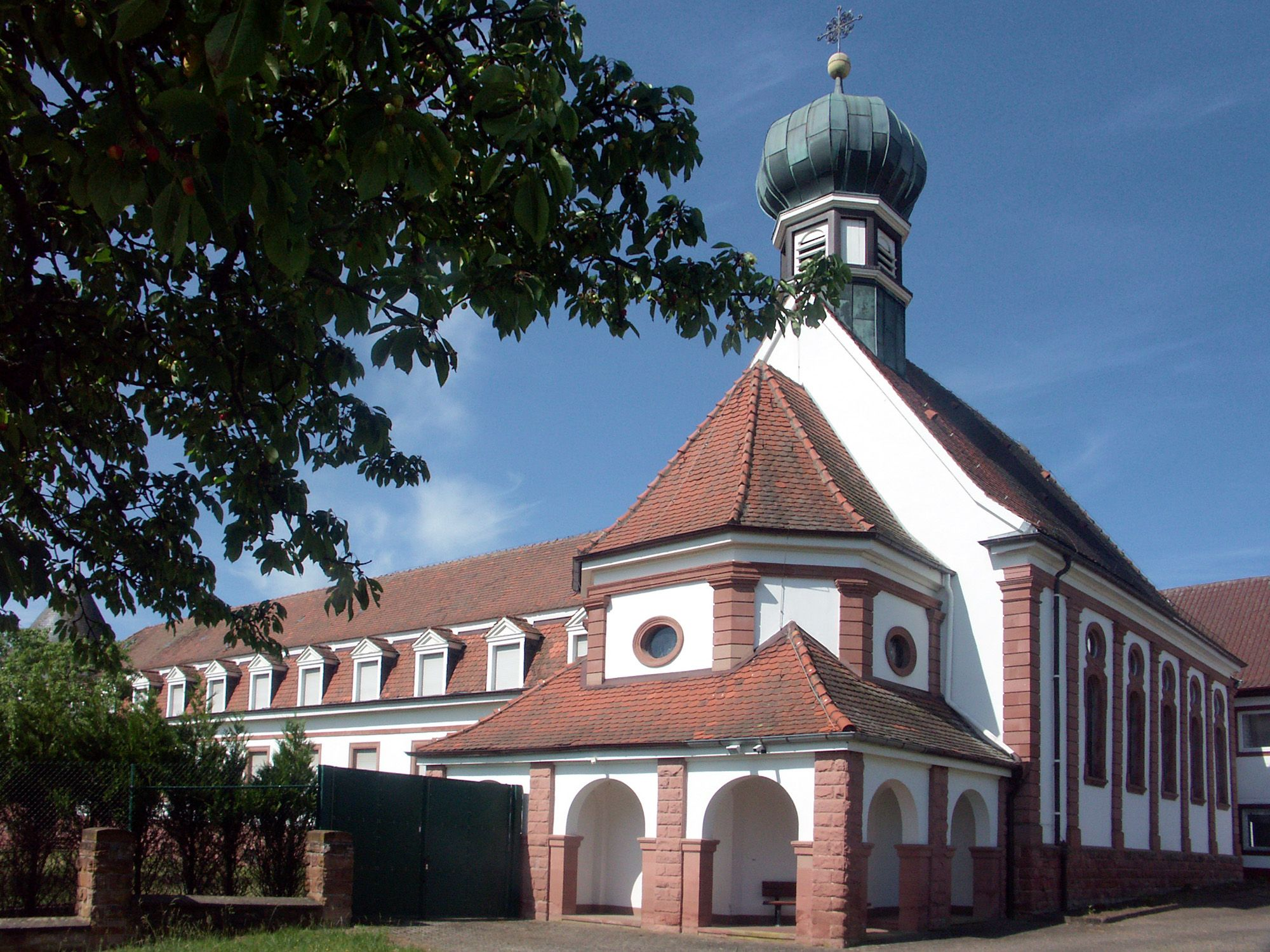
Klosterkapelle
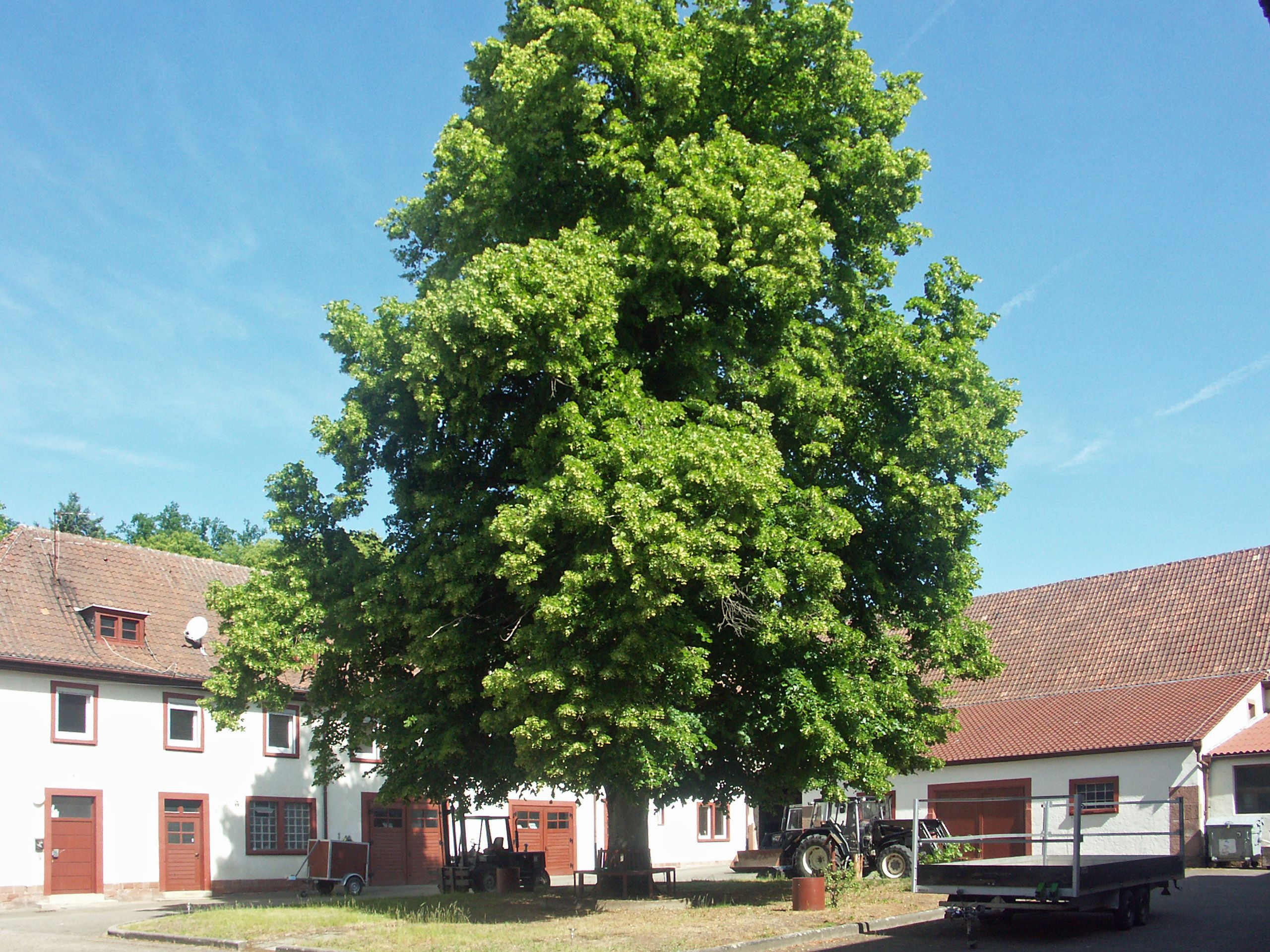
Landwirtschaftsteil
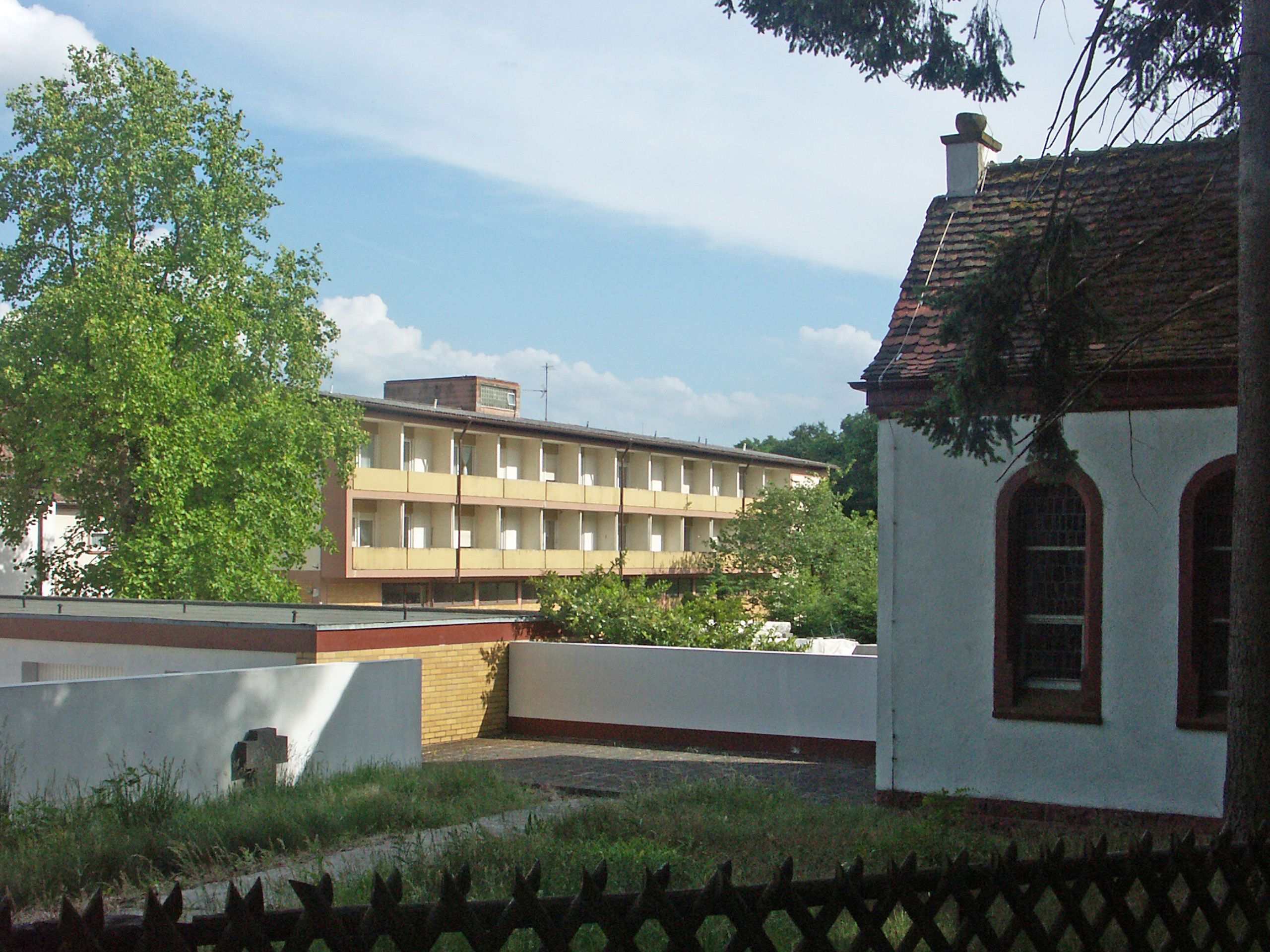
Altenheim-Neubau

Dem nach Norden gelegenen landwirtschaftlich genutzten Dreiseithof mit einer großen Linde schließen sich nach Süden mehrere im Heimatstil errichtete zweigeschossige Gebäudezüge, die Klosterbauten, an. Zu ihnen gehört die Kapelle des ehemaligen Klosters, deren fünfjochiges Langhaus einen Dachreiter mit Zwiebelhaube trägt. Der 5/8-Chorabschluss der Kapelle wird von einem Kranz von Loggien umgeben. Die Mansarddächer der Wohngebäude weisen zahlreiche Dachgauben auf. An zwei Ecken stehen Rundtürme. Im südwestlichen Teil der Anlage erhebt sich ein Neubaublock des Altersheims.